# Polskie Towarzystwo Kynoterapeutyczne
Polskie Towarzystwo Kynoterapeutyczne – polskie stowarzyszenie założone w 2006 r. zajmujące się promocją i standaryzacją kynoterapii, jednej z form terapii z udziałem psa.

## Rys historyczny
Udokumentowane początki zajęć terapeutycznych z udziałem psa w Polsce – w formie wizyt psów zaprzęgowych klubu Cze-Ne-Ka u dzieci niewidomych – sięgają 1987 roku. Od 2002 roku działa w Warszawie fundacja „Przyjaciel”. Od roku 2003 obserwuje się wzrost zainteresowania terapią z udziałem psa (funkcjonującej pod nazwą dogoterapia), co skutkuje powoływaniem fundacji podejmujących działania w tym zakresie. W 2004 r. rozpoczynają się próby współpracy niektórych fundacji, które w 2005 doprowadziły do powołania Polskiego Związku Dogoterapii (PZD) przez 5 fundacji: Ama Canem z Łodzi, Cane Pro Humano z Kcyni, Cze-Ne-Ka z Warszawy, Dogtor z Gdyni i Właśnie tak! z Bydgoszczy. W 2006 roku odeszły 2 fundacje: Dogtor i Właśnie tak!, a z Cze-Ne-Ki wydzieliła się fundacja „Pies dla Stasia”, która dołączyła do PZD. Do końca roku 2006 fundacja Właśnie tak! posiadała oddziały w całej Polsce i była największą z fundacji zajmujących się terapią z udziałem psa. Od początku rozumiejąc potrzebę szkolenia kadry i psów doprowadziła do uruchomienia w 2004 roku przez Niepubliczne Studium Edukacji Nauczycieli w Bydgoszczy 2 semestralnego kursu „Dogoterapia” (obecnie jako kurs zawodowy „Kynoterapeuta” w Niepublicznym Ośrodku Edukacji ADEPTUS w Bydgoszczy), a w 2005 r. przeprowadziła otwarty dla wszystkich zainteresowanych cykl egzaminów psa terapeutycznego. Na bazie doświadczeń pracy fundacji Właśnie tak! powołane zostało Polskie Towarzystwo Kynoterapeutyczne (PTK), które rozpoczęło działalność w 2006 r. Zakres jego działań obejmuje:
- standaryzację wymagań, zasad i procedur prowadzenia zajęć kynoterapii,
- standaryzację i certyfikację wyszkolenia psów terapeutycznych,
- propagowanie kynoterapii,
- współpracę i wymianę doświadczeń z organizacjami partnerskimi,
- współpracę i wymianę doświadczeń z organizacjami zagranicznymi,
- wspieranie kynoterapeutów w ramach programu „Partner PTK”.

Zgodnie z podpisaną przez PTK z Łotewską Federacją Kynologiczną (LKF) umową, od maja 2010 r. standardy Polskiego Towarzystwa Kynoterapeutycznego będą podstawą szkolenia i pracy kynoterapeutów oraz certyfikowania psów terapeutycznych na Łotwie. PTK udzieli LKF niezbędnego wsparcia.
Z dniem 1 lipca 2010 r. w systemie prawnym Rzeczypospolitej Polskiej pojawił się oficjalnie zawód kynoterapeuta (dogoterapeuta), który został wpisany do Klasyfikacji zawodów i specjalności pod numerem 323007 – tym samym został zrealizowany kolejny cel powołania Polskiego Towarzystwa Kynoterapeutycznego postawiony przez jego założycieli: Hannę Wojciechowską i Włodzimierza Cioć. Dla upamiętnienia tego ważnego wydarzenia Zarząd PTK ustanowił Dzień Kynoterapeuty, który obchodzony jest 1 lipca.
Z dniem 1 października 2010 r. kierowanie Polskim Towarzystwem Kynoterapeutycznym przejął nowy Zarząd w składzie: Prezes Anna Hatle-Tafelska, Wiceprezes Joanna Kijowska-Lasek, Członek Zarządu Aleksandra Fydryszewska. Jednocześnie siedziba PTK została przeniesiona z Bydgoszczy do Elbląga.
W październiku 2011 r. rozpoczną się pierwsze podyplomowe studia kynoterapeutyczne organizowane przez Kujawsko-Pomorską Szkołę Wyższą w Bydgoszczy, przy współpracy i pod patronatem Polskiego Towarzystwa Kynoterapeutycznego. Jest to kolejny etap rozwoju kynoterapii.
Zgodnie z podpisaną przez PTK z Litewskim Związkiem Kynologicznym (LKD) umową, od października 2011 r. standardy Polskiego Towarzystwa Kynoterapeutycznego będą podstawą szkolenia i pracy kynoterapeutów oraz certyfikowania psów terapeutycznych na Litwie. PTK udzieli LKD niezbędnego wsparcia.

## Standardy kynoterapii
Efektem działalności Polskiego Towarzystwa Kynoterapeutycznego jest system wymogów obejmujący:
- Kanon Kynoterapii
- Kodeks Etyki Kynoterapeuty
- wymagane dokumenty i wzory dokumentacji
- system certyfikacji psów terapeutycznych w 3 klasach: K-A (adept), K-I (Klasa Pierwsza) i K-II (Klasa Druga)
- polską terminologię form kynoterapii:
- Spotkanie z Psem (SP) – zajęcia z psem, które mają na celu stworzenie pozytywnego kontaktu pomiędzy uczestnikami a psem. W trakcie spontanicznej, radosnej zabawy (ukierunkowanej przez prowadzącego) uczestnicy przyzwyczajają się do kontaktu z psem, głaszczą go, wydają polecenia. Zajęcia SP mają za zadanie dostarczenie uczestnikom pozytywnego ładunku emocjonalnego i satysfakcji z obcowania z psem, przełamują lęki w kontaktach z otoczeniem, stymulują rozwój zmysłów, pobudzają aktywność, pozwalają oderwać się od otaczającej rzeczywistości. W zależności od potrzeb podopiecznych i możliwości placówki mają formę spotkań indywidualnych lub pracy grupowej. Mogą odbywać się w formie spotkań jednorazowych lub zajęć cyklicznych. Czas trwania zwykle nie jest jednoznacznie określony. Kynoterapeuta prowadzi dokumentację zajęć polegającą na zapisie spostrzeżeń dotyczących zachowania się podopiecznych.

- Edukacja z Psem (EP) – zajęcia mają na celu usprawnienie sfery intelektualnej i poznawczej, co wymaga odpowiedniego przygotowania (scenariusza) oraz wiedzy i umiejętności osób prowadzących wykraczających poza ramy SP. Dlatego wyodrębniono je w oddzielnej formie. Zajęcia najczęściej odbywają się w przedszkolach i szkołach. Pies uczestnicząc aktywnie w zajęciach motywuje do nauki i poprzez stworzenie przyjaznych warunków emocjonalnych zwiększa możliwości przyswojenia wiedzy. Dziecko chętniej zapamiętuje treści, których bohaterem jest jego nowy przyjaciel – pies. EP pomaga również osobom o obniżonej percepcji lub niechęci (z różnych powodów) do przyswajania wiedzy i przebywania w szkole. Zajęcia prowadzone są w grupach (klasach) lub indywidualnie przez zespół kynoterapeutyczny kierowany przez pedagoga. Mają określony scenariusz realizujący program nauczania. Wskazana jest ewaluacja i dokumentacja zajęć.

- Terapia z Psem (TP) – jest to zestaw ćwiczeń ukierunkowanych na konkretny, zaplanowany cel, z zakresu kompleksowej rehabilitacji, do których układana jest metodyka w porozumieniu ze specjalistą np. lekarzem prowadzącym, rehabilitantem, psychologiem. Charakteryzuje się indywidualnym podejściem do każdego uczestnika, jego możliwości i potrzeb. TP powinna być w pełni dokumentowana. Każdy uczestnik ma założoną kartę informacyjną i kartę przebiegu zajęć, w której wpisujemy rodzaj prowadzonych ćwiczeń oraz ich efekty. Pozwala to na okresowe sprawdzenie skuteczności i doboru metod. TP jest systemem rozwijalnym tzn. w miarę postępów stosujemy stopniowanie trudności. Najkorzystniejszą formą TP są zajęcia indywidualne lub w bardzo małych grupach (zwykle nie więcej niż 3 osoby).

- poziom wykształcenia osób uczestniczących w zajęciach:
- asystent kynoterapii
- kynoterapeuta
- specjalista – kynoterapeuta

- zakres zajęć w zależności od umiejętności zespołu kynoterapeutycznego
oraz zalecenia dotyczące:
- grup użytkowych psów niezalecanych do zajęć kynoterapii[6]
- wyboru psa terapeutycznego[6]
- form pracy psa w placówce.